# آن مارغريت هولمغرين
آنا مارغريتا «آن مارغريت» هولمغرين (بالسويدية: Ann Margret Holmgren)‏، تيرشميدن قبل الزواج (17 فبراير 1850 – 12 أكتوبر 1940)، كانت كاتبة سويدية، ونسوية، وسلامية. 

## حياتها وسيرتها المهنية
وُلدت هولمغرين في مزرعة هاسل بمقاطعة أوبلاند في السويد. كانت ابنة للسياسي المحافظ وأحد رجال الحاشية الملكية، النبيل جاكوب نيلز تيرشميدن (1867-1795)، وللبارونة أوغستا جاكيت سيدشتروم (-18181860). تزوجت فريتشوف هولمغرين في عام 1869، وكان طبيبًا وأستاذًا في جامعة أوبسالا. كانا يقيمان في فيلا أوسن بحي كوبو في مدينة أوبسالا، وهي مكان لمنتديات النقاش للطلاب المثقفين ومركز للأفكار الحديثة والراديكالية. كانت فكرة الجمهورية من بين الأفكار الحديثة في هذه الأوساط الراديكالية، بالإضافة إلى الديمقراطية، وحق الاقتراع، وحقوق العمال، ومنع الحمل، والإلحاد. اعتُقد أن هذا قد جلب تعاطفات من الأوساط الراديكالية لهولمغرين، واشتركت أيضًا في الجريدة الراديكالية فيرداندي منذ عام 1898 وحتى عام 1905.
انتقلت هولمغرين، بعد وفاة زوجها في عام 1897، إلى ستوكهولم حيث ألهمتاها صديقتاها إلين كي، وليديا فولستروم بالتطرق إلى قضايا المساواة بين الجنسين. وبصفتها نسوية، أثارت هولمغرين جدلًا واسعًا بدعمها للحب والجنس خارج إطار الزواج، وذلك في صدامها مع ازدواجية المعايير في القضايا الجنسية وقتها. لم تدعم هولمغرين، بشكل شخصي، التعهد الرسمي من الحكومة لحركة المطالبة بحق الاقتراع بهدف منح النساء حق التصويت بشروط «مساوية لشروط الرجال»؛ لأن هذا التعهد يمنح النساء اللائي بلغن سن الرشد القانوني فقط حق التصويت، وهذا سيستبعد النساء المتزوجات اللائي يخضعن لوصاية أزواجهن، وبالتالي طالبت هولمغرين بحق المرأة المتزوجة في التصويت، وهذا يعني أنها طالبت بالاعتراف بحق النساء المتزوجات بصفتهن بالغات.
في عام 1902، قُدمت مذكرتان إلى البرلمان السويدي بشأن إصلاح حق الاقتراع للنساء. كانت إحداهما مقدمة من وزير العدل يالمار هامارخيلد، الذي اقترح منح الرجال المتزوجين حق التصويت مرتين، وذلك باعتبار أنهم يصوتون نيابة عن زوجاتهم أيضًا. قُدمت المذكرة الثانية بواسطة كارل ليندهاغن، الذي اقترح فيها منح حق الاقتراع للنساء. أثار اقتراح هامارخيلد غضبًا بين ناشطي حقوق المرأة، الذين شكلوا جبهة داعمة لمذكرة ليندهاغن. في يوم 4 يونيو من عام 1902، تأسست «جمعية حق النساء في الاقتراع»، والتي كانت في البداية عبارة عن جمعية محلية في ستوكهولم، وأصبحت منظمة وطنية بعد مرور عام على تأسيسها. كانت هولمغرين نائب رئيس فرع ستوكهولم الخاص بـ«الجمعية الوطنية لحق النساء في الاقتراع» في الفترة الممتدة بين عامي 1902 و1904، وكانت أمينًا للجنة التنفيذية لـ«الجمعية السويدية لحق النساء في الاقتراع» في الفترة الممتدة بين عامي 1903 و1906. كان دور آن مارغريت هولمغرين بصفتها متحدثةً من أهم الأدوار التي أدتها خلال حركة المطالبة بحقوق الاقتراع: كانت أول عضو يسافر داخل نطاق الدولة عقب تأسيس الحركة للتحدث عنها، وجمع المتعاطفين معها، ولتأسيس أفرع محلية لحركة حق الاقتراع، واستغلت هولمغرين أيضًا في هذه المهمة شبكتها الواسعة من الاتصالات بين زملائها الطلاب السابقين بجامعة أوبسالا. احتفلت الجمعية الوطنية لحق النساء في الاقتراع بعيد الميلاد الستين لهولمغرين في عام 1910، ومُنحت سلسلة ذهبية مكونة من 60 حلقة؛ لتأسيسها ستين فرعًا محليًا لجمعية حق النساء في الاقتراع.
كانت آن مارغريت هولمغرين أيضًا نائبًا لرئيس «جمعية السلام للنساء السويديات» في الفترة الممتدة بين عامي 1901 و1910، وكانت عضو شرف في متحف الشمال و«جمعية طلاب فيلوشوروس للرقص الشعبي». كانت هولمغرين من ضمن مؤسسي «جمعية المواطنين للمرأة السويدية» في عام 1921، بعد حل الجمعية الوطنية لحق النساء في الاقتراع، عقب صدور قانون حق النساء في الاقتراع.

## وصلات خارجية
- أعمال أو نبذة عن آن مارغريت هولمغرين على أرشيف الإنترنت